# Gorgonops

Gorgonops là một chi Bộ Cung thú sống vào thời kỳ Kỳ Permi. Nó là một thành viên điển hình của họ Gorgonopsinae.